# Зала слави астронавтів США
За́ла сла́ви астрона́втів США (англ. United States Astronaut Hall of Fame) — музей у місті Тітусвілл (штат Флорида), що присвячений видатним космонавтам США, та в якому також виставлено експонати, пов'язані з освоєнням космосу. Зала слави астронавтів входить до складу Космічного центру імені Кеннеді.

## Історія

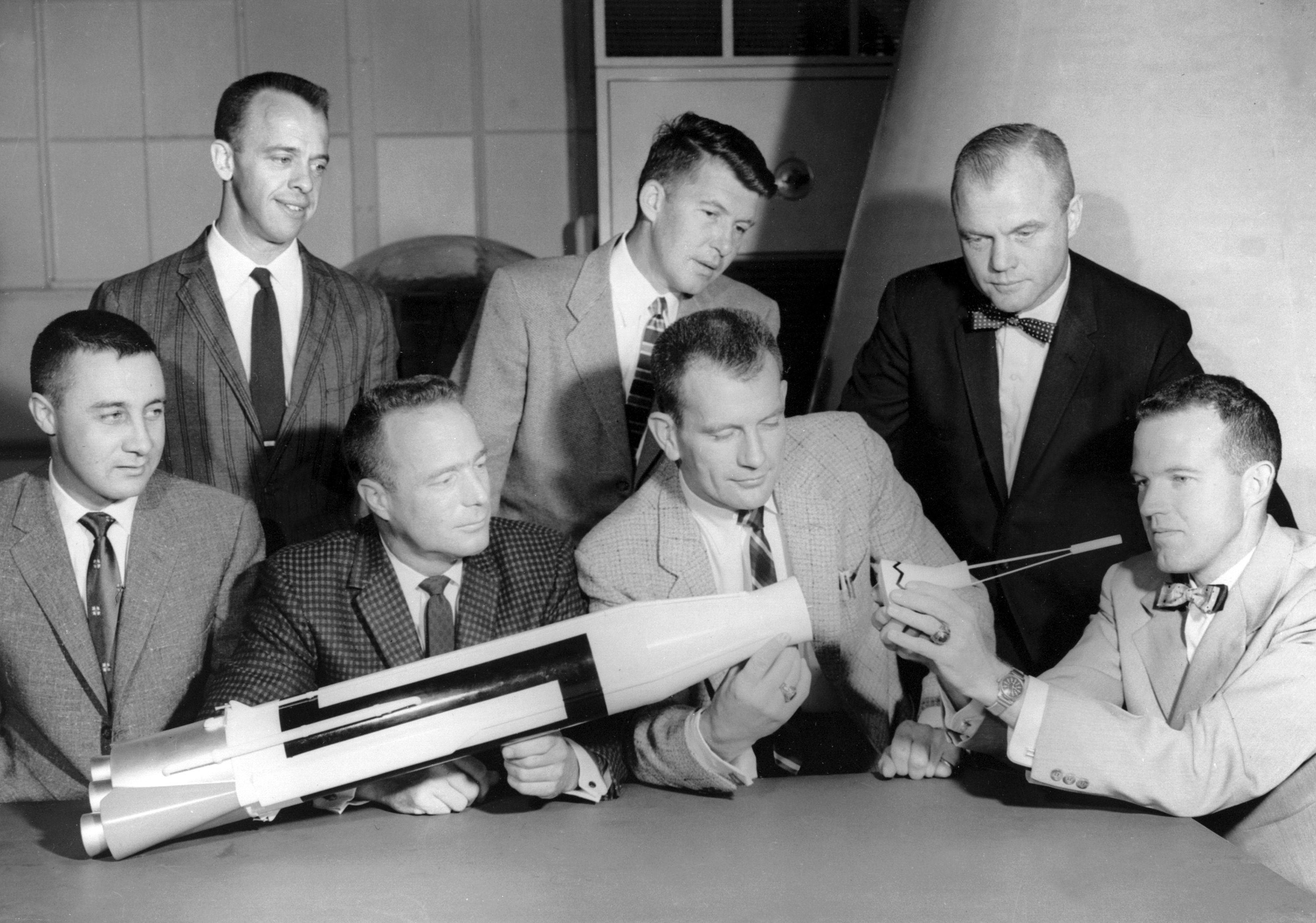
Перша сімка американських астронавтів

Ідея створити залу слави астронавтів, за аналогією з залами слави, що вже існували в США, виникла у 80-х роках XX століття. Цю ідею запропонували шестеро з живих тоді з першої сімки американських астронавтів, учасників програми «Меркурій». Фундація «Сімка астронавтів Меркурія» та Стипендіальний фонд астронавтів взялися за реалізацію проєкту зали слави.
Залу слави астронавтів відкрили 29 жовтня 1990 року. У 2002 році через фінансові проблеми залу на короткий час закрили. Потім, 14 грудня 2002 року, Залу знову відкрили вже під управлінням НАСА. Тепер Зала слави астронавтів входить до комплексу для відвідувачів Космічного центру імені Кеннеді.

## Експонати

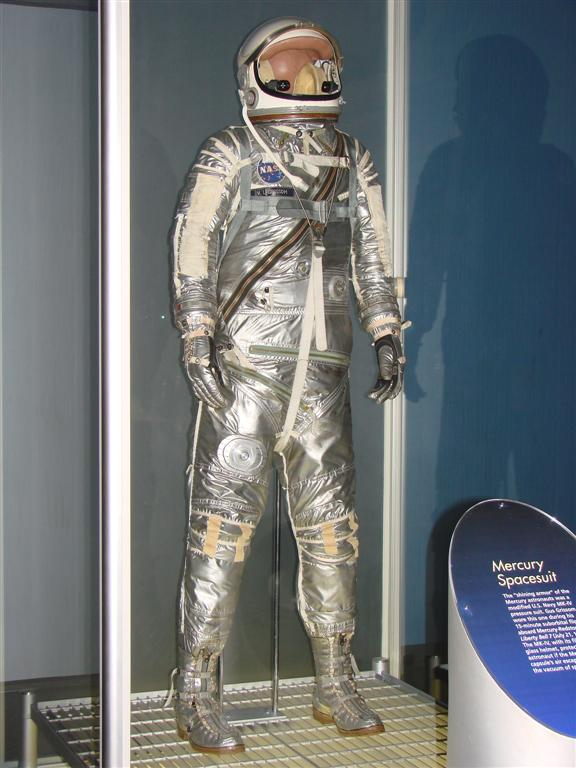
Скафандр Вірджила Гріссома

В Залі слави виставлені космічний корабель «Сігма-7», на якому Волтер Ширра здійснив космічний політ у 1962 році, і командний модуль корабля «Аполлон-14».
В Залі слави також експонується скафандр Вірджила Гріссома, в якому він здійснив суборбітальний космічний політ у 1961 році.

## Члени зали слави
Включенням до Зали слави займається спеціальний комітет, до якого входять колишні функціонери НАСА, історики, журналісти та інші особи, які користуються авторитетом й відомі своїм внеском у розвиток космонавтики.
Першими астронавтами, імена яких занесені до Зали слави у 1990 році, стали сім астронавтів США, які брали участь у програмі «Меркурій» та встановили перші досягнення в американській програмі пілотованих космічних польотів. Серед них: Алан Шепард — перший американський астронавт, що виконав суборбітальний космічний політ і, який також став одним з дванадцяти астронавтів, що ступили на поверхню Місяця; Джон Гленн — перший американський астронавт, що здійснив орбітальний космічний політ; Вірджил Гріссом — перший астронавт, що здійснив два космічних польоти й загинув 27 січня 1967 року на стартовому майданчику у пожежі на кораблі «Аполлон-1».
У 1993 році до Зали слави були внесені імена тринадцяти астронавтів, що брали участь у програмах «Джеміні» і «Аполлон». У цій групі були: Едвард Вайт — перший американський астронавт, що здійснив вихід у відкритий космос (Вайт разом із Гріссомом, загинув під час пожежі в «Аполлоні-1»); Ніл Армстронг — перша людина на Місяці, Юджин Сернан — остання (поки що) людина, яка побувала на Місяці; Джеймс Ловелл — командир «Аполлона-13», що був на грані катастрофи; Джон Янг — перший командир шатла і перший астронавт, що здійснив шість космічних польотів.
Третю групу астронавтів було внесено до Зали слави в 1997 році. До неї увійшли 24 астронавти-учасники програм «Джеміні», «Аполлон» і «Скайлаб». У цій групі були: єдиний серед відзначених астронавт, що не літав Роджер Чаффі (загинув при пожежі в "«Аполлоні-1»); Гаррісон Шмітт — перший науковець, який був на Місяці у складі експедиції «Аполлона-17»; Джон Свайгерт і Фред Гейз — члени екіпажу «Аполлона-13».
З 2001 до 2009 року до Зали слави було внесено імена двадцяти двох астронавтів, що брали участь у програмі «Спейс Шаттл». Серед них: Саллі Райд — перша американська жінка-астронавт, Сторі Масгрейв — учасник шести експедицій шатлів; Френсіс Скобі — командир шатла «Челленджер», що зазнав катастрофи 28 січня 1986 року.
2010 року до Зали слави були внесені імена астронавтів: Гайона Блуфорда, Кеннет Бауерсокс, Френка Калбертсона і Кетрін Торнтон. 2011 року були відзначені Керол Бобко і Сьюзен Гелмс. 2012 року уведені Франклін Чанг-Діас, Кевін Чілтон і Чарлз Прекорт. Бонні Данбар, Кертіс Лі Браун і Айлін Коллінз були уведені 2013 року, і Шеннон Лусід та Джеррі Росс увійшли до списку 2014 року.
Також, у 2015-му були уведені Джон Грансфелд, Стівен Вейн Ліндсі, Кент Ромінджер і Маргарет Седдон. У 2016-му, до Зали слави були включені Браян Даффі і Скотт Паразинський. Еллен Очоа і Майкл Фоул у 2017 році, Скотт Альтман і Томас Джоунс — у 2018-му і у 2019 році — Джеймс Баклі і Джанет Каванді.
Майкл Лопес-Алегрія, Скотт Келлі і Памела Мелрой були вписані на листопадовій церемонії у 2021-му. 2022 року до Зали слави вписано імена  Крістофера Фергюсона, Девіда Лістма і Сандри Маґнус. Рой Бріджес і Марк Келлі потрапили до Зали у 2023 році. 2024 року внесено імена Девіда Гілмерса і Марші Айвінс.
Усього станом на червень 2024 року до Зали слави було внесено імена 109 астронавтів.

## Список членів Зали слави
Список астронавтів станом на 2024 рік, уведених до Зали слави подано нижче за абеткою:
- Марша Айвінс (уведена до Зали слави в 2024 році)
- Джозеф Аллен (уведений до Зали слави 30 квітня 2005 року)
- Скотт Альтман (уведений до Зали слави в 2018 році)
- Вільям Андерс (уведений до Зали слави 4 жовтня 1997 року)
- Ніл Армстронг (уведений до Зали слави 19 березня 1993 року)
- Джеймс Баклі[en] (уведений до Зали слави в 2019 році)
- Кеннет Бауерсокс (уведений до Зали слави 5 червня 2010 року)
- Алан Бін (уведений до Зали слави 4 жовтня 1997 року)
- Джон Блаха (уведений до Зали слави 3 травня 2008 року)
- Гайон Блуфорд (уведений до Зали слави 5 червня 2010 року)
- Керол Бобко (уведений до Зали слави 7 травня 2011 року)
- Чарльз Болден (уведений до Зали слави 6 травня 2006 року)
- Френк Борман (уведений до Зали слави 19 березня 1993 року)
- Венс Бранд (уведений до Зали слави 4 жовтня 1997 року)
- Деніел Бранденстайн (уведений до Зали слави 21 червня 2003 року)
- Кертіс Лі Браун (уведений до Зали слави 20 квітня 2013 року)
- Рой Бріджес (уведений до Зали слави в 2023 році)
- Едвард Вайт (уведений до Зали слави 19 березня 1993 року) посмертно
- Пол Вайц (уведений до Зали слави 4 жовтня 1997 року)
- Джеймс Везербі (уведений до Зали слави 2 травня 2009 року)
- Альфред Ворден[en] (уведений до Зали слави 4 жовтня 1997 року)
- Генри Гартсфілд (уведений до Зали слави 6 травня 2006 року)
- Фред Гейз[en] (уведений до Зали слави 4 жовтня 1997 року)
- Сьюзен Гелмс (уведена до Зали слави 7 травня 2011 року)
- Оуен Герріотт (уведений до Зали слави 4 жовтня 1997 року)
- Роберт Гібсон (уведений до Зали слави 21 червня 2003 року)
- Едвард Гібсон (уведений до Зали слави 4 жовтня 1997 року)
- Девід Гілмерс (уведений до Зали слави в 2024 році)
- Джон Гленн (уведений до Зали слави 11 травня 1990 року)
- Стівен Говлі (уведений до Зали слави 5 травня 2007 року)
- Річард Гордон (уведений до Зали слави 19 березня 1993 року)
- Фредерік Гоук (уведений до Зали слави 10 листопада 2001 року)
- Джеффрі Гоффман[en] (уведений до Зали слави 5 травня 2007 року)
- Джон Грансфелд (уведений до Зали слави в 2015 році)
- Фредерік Грегорі (уведений до Зали слави 1 травня 2004 року)
- Вірджил Гріссом (уведений до Зали слави 11 травня 1990 року) посмертно
- Браян Даффі (уведений до Зали слави в 2016 році)
- Бонні Данбар (уведена до Зали слави 20 квітня 2013 року)
- Томас Джоунс (уведений до Зали слави в 2018 році)
- Чарльз Дюк (уведений до Зали слави 4 жовтня 1997 року)
- Роналд Еванс (уведений до Зали слави 4 жовтня 1997 року)
- Донн Ейсел (уведений до Зали слави 4 жовтня 1997 року) посмертно
- Джозеф Енгл[en] (уведений до Зали слави 10 ноября 2001 року)
- Джеймс Ірвін (уведений до Зали слави 4 жовтня 1997 року) посмертно
- Роберт Кабана (уведений до Зали слави 3 травня 2008 року)
- Джанет Каванді (уведена до Зали слави в 2019 році)
- Френк Калбертсон (уведений до Зали слави 5 червня 2010 року)
- Волтер Каннінгем (уведений до Зали слави 4 жовтня 1997 року)
- Скотт Карпентер (уведений до Зали слави 11 травня 1990 року)
- Джеральд Карр (уведений до Зали слави 4 жовтня 1997 року)
- Марк Келлі (уведений до Зали слави в 2023 році)
- Скотт Келлі (уведений до Зали слави в листопаді 2021 року)
- Джозеф Кервін (уведений до Зали слави 4 жовтня 1997 року)
- Річард Кові (уведений до Зали слави 1 травня 2004 року)
- Айлін Коллінз (уведена до Зали слави 20 квітня 2013 року)
- Майкл Коллінз (уведений до Зали слави 19 березня 1993 року)
- Чарлз Конрад (уведений до Зали слави 19 березня 1993 року)
- Майкл Коутс (уведений до Зали слави 5 травня 2007 року)
- Роберт Кріппен (уведений до Зали слави 10 листопада 2001 року)
- Гордон Купер (уведений до Зали слави 11 травня 1990 року)
- Стівен Ліндсі (уведений до Зали слави в 2015 році)
- Девід Лістма[en] (уведений до Зали слави в 2022 році)
- Джеймс Ловелл (уведений до Зали слави 19 березня 1993 року)
- Майкл Лопес-Алегрія[en] (уведений до Зали слави в листопаді 2021 року)
- Шеннон Лусід (уведена до Зали слави 3 травня 2014 року)
- Джек Лусма (уведений до Зали слави 4 жовтня 1997 року)
- Сандра Маґнус (уведена до Зали слави в 2022 році)
- Джеймс Макдівітт (уведений до Зали слави 19 березня 1993 року)
- Брюс МакКендлесс II (уведений до Зали слави 30 квітня 2005 року)
- Сторі Масгрейв[en] (уведений до Зали слави 21 червня 2003 року)
- Кен Маттінглі (уведений до Зали слави 4 жовтня 1997 року)
- Памела Мелрой (уведена до Зали слави в листопаді 2021 року)
- Едгар Мітчелл (уведений до Зали слави 4 жовтня 1997 року)
- Джордж Нельсон[en] (уведений до Зали слави 2 травня 2009 року)
- Браян О'Коннор[en] (уведений до Зали слави 3 травня 2008 року)
- Базз Олдрін (уведений до Зали слави 19 березня 1993 року)
- Еллен Очоа (уведена до Зали слави в 2017 році)
- Скотт Паразинський (уведений до Зали слави в 2016 році)
- Вільям Поуг (уведений до Зали слави 4 жовтня 1997 року)
- Чарлз Прекорт[en] (уведений до Зали слави 5 травня 2012 року)
- Саллі Райд (уведена до Зали слави 21 червня 2003 року)
- Кент Ромінджер[en] (уведений до Зали слави в 2015 році)
- Джеррі Росс[en] (уведений до Зали слави 3 травня 2014 року)
- Стюарт Руса (уведений до Зали слави 4 жовтня 1997 року)
- Кетрін Салліван (уведена до Зали слави 1 травня 2004 року)
- Маргарет Седдон (уведена до Зали слави в 2015 році)
- Юджин Сернан (уведений до Зали слави 19 березня 1993 року)
- Френсіс Скобі[en] (уведений до Зали слави 1 травня 2004 року) посмертно
- Девід Скотт (уведений до Зали слави 19 березня 1993 року)
- Дональд Слейтон (уведений до Зали слави 11 травня 1990 року)
- Томас Стаффорд (уведений до Зали слави 19 березня 1993 року)
- Джон Свайгерт (уведений до Зали слави 4 жовтня 1997 року) посмертно
- Норманн Тагард[en] (уведений до Зали слави 1 травня 2004 року)
- Кетрін Торнтон (уведена до Зали слави 5 червня 2010 року)
- Річард Трулі[en] (уведений до Зали слави 10 листопада 2001 року)
- Крістофер Фергюсон[en] (уведений до Зали слави в 2022 році)
- Майкл Фоул[en] (уведений до Зали слави в 2017 році)
- Гордон Фуллертон (уведений до Зали слави 30 квітня 2005 року)
- Франклін Чанг-Діас (уведений до Зали слави 5 травня 2012 року)
- Роджер Чаффі (уведений до Зали слави 4 жовтня 1997 року) посмертно
- Кевін Чілтон (уведений до Зали слави 5 травня 2012 року)
- Рассел Швайкарт (уведений до Зали слави 4 жовтня 1997 року)
- Алан Шепард (уведений до Зали слави 11 травня 1990 року)
- Вільям Шеперд[en] (уведений до Зали слави 2 травня 2009 року)
- Уоллі Ширра (уведений до Зали слави 11 травня 1990 року)
- Гаррісон Шмітт (уведений до Зали слави 4 жовтня 1997 року)
- Брюстер Шоу (уведений до Зали слави 6 травня 2006 року)
- Лорен Шрайвер[en] (уведений до Зали слави 3 травня 2008 року)
- Джон Янг (уведений до Зали слави 19 березня 1993 року)